# Carlo Edoardo Stuart
Carlo Edoardo Luigi Giovanni Casimiro Silvestro Maria Stuart, detto anche il Giovane Pretendente, The Young Chevalier o Bonnie Prince Charlie (Roma, 31 dicembre 1720 – Roma, 31 gennaio 1788), fu il secondo pretendente giacobita ai troni di Inghilterra, Scozia, Francia e Irlanda (come Carlo III) dalla morte di suo padre nel 1766.
Questa pretesa era tale in quanto figlio maggiore di Giacomo Francesco Edoardo Stuart, egli stesso figlio di Giacomo II e VII. Carlo Edoardo è famoso soprattutto per avere guidato l'infruttuosa insurrezione giacobita del 1745, finalizzata alla restaurazione della sua famiglia sul trono di Gran Bretagna, che terminò con la sconfitta nella battaglia di Culloden che di fatto concluse la causa giacobita.
Nel periodo 1745-46 Carlo Edoardo fu riconosciuto signore di Scozia, terra d'origine degli Stuart e reggente del regno dai suoi sostenitori e dai clan scozzesi, mentre il padre Giacomo Francesco, rimasto in esilio, fu proclamato re Giacomo VIII di Scozia.
I giacobiti sostenevano le rivendicazioni degli Stuart dovute alla speranza per i cattolici della tolleranza religiosa e la fede nel diritto divino dei re. La fuga di Carlo dalla Scozia dopo la rivolta lo ha reso una figura romantica di fallimento eroico in alcune rappresentazioni successive, nonché un personaggio di riferimento dell'indipendentismo scozzese del tempo. Nel 1759 fu coinvolto ancora in un piano per invadere la Gran Bretagna che fu abbandonato dopo le vittorie navali britanniche (in particolare dopo la sconfitta dei francesi nella battaglia della baia di Quiberon).

## Biografia

### Infanzia

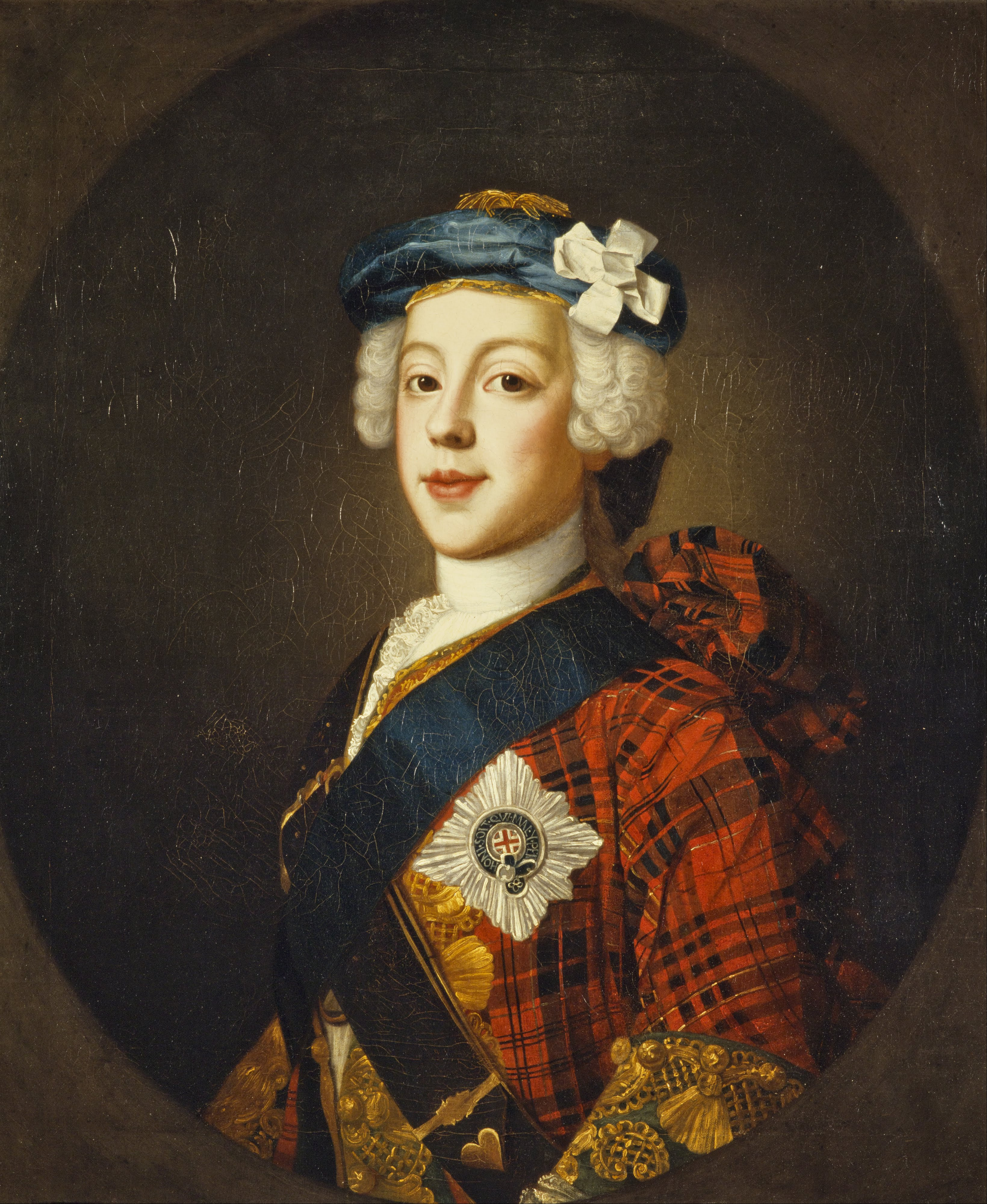
Carlo Edoardo ritratto da William Mosman

Carlo Edoardo nacque a palazzo Muti a Roma il 31 dicembre 1720, dove a suo padre era stata concessa una residenza da papa Clemente XI. Trascorse quasi tutta la sua infanzia a Roma e Bologna. Era figlio dell'Old Pretender, principe Giacomo, figlio dell'esiliato re Stuart, Giacomo II e VII e di sua moglie Maria Clementina Sobieska, bisnipote di Giovanni III Sobieski, celebre per la vittoria sui Turchi Ottomani nella battaglia di Vienna del 1683.
La sua infanzia a Roma fu quella di un aristocratico privilegiato, venendo allevato in un'amorevole ma controversa famiglia Cattolica. Essendo, nella loro opinione, gli ultimi eredi legittimi del casato degli Stuart, la sua famiglia visse credendo orgogliosamente nel diritto divino dei re. Riconquistare i troni di Inghilterra e Scozia per gli Stuart era un tema costante della conversazione in casa, riflessa principalmente negli stati d'animo spesso cupi e combattivi di suo padre.
Suo nonno, Giacomo II d'Inghilterra e VII di Scozia, aveva governato il paese dal 1685 al 1688 e fu deposto quando il Parlamento invitò il protestante olandese, Guglielmo III d'Orange e sua moglie la principessa Maria (la maggiore dei figli di re Giacomo) a rimpiazzarlo, nella rivoluzione del 1688. Molti protestanti, tra cui un certo numero di parlamentari di spicco, erano preoccupati che re Giacomo mirasse a riportare l'Inghilterra all'"ovile cattolico". Con l'esilio di Giacomo, la "causa giacobita" aveva cercato di restituire agli Stuart il trono di Inghilterra e Scozia, dal 1707 unite come Gran Bretagna. Carlo Edoardo avrebbe dovuto svolgere un ruolo importante nel perseguimento di questo obiettivo finale.
Nel 1734, Carlo Edoardo ebbe modo di osservare sul campo l'assedio di Gaeta francese e spagnolo, il suo primo battesimo del fuoco. Suo padre tentò di ottenere il rinnovato sostegno del governo francese nel 1744 e con questo fine Carlo Edoardo si recò in Francia con l'unico scopo di radunare ed ottenere il comando di un esercito che egli avrebbe condotto personalmente in una invasione dell'Inghilterra. L'invasione non si concretizzò mai, perché la flotta di invasione fu dispersa da una tempesta. Quando la flotta si riunì, la flotta britannica resasi conto della deviazione che li aveva ingannati, riprese la sua posizione nella Manica. Imperterrito, Carlo Edoardo era determinato a portare avanti il suo tentativo per il restauro degli Stuart.

### 1745

Rappresentazione della bandiera giacobita del 1745.

Nel dicembre 1743, suo padre nominò Carlo Edoardo principe reggente, dandogli l'autorità di agire in suo nome. Diciotto mesi dopo, guidò una ribellione di appoggio francese destinata a mettere suo padre sui troni di Inghilterra e Scozia. Carlo Edoardo raccolse fondi per equipaggiare due navi: la Elisabeth, una vecchia nave da guerra con 66 cannoni, e la Doutelle (le Du Teillay) una piccola fregata di 16 cannoni, che lo sbarcò con successo, insieme a sette compagni a Eriskay il 23 luglio 1745. Carlo Edoardo aveva sperato nel sostegno di una flotta francese, che fu però gravemente danneggiata da tempeste, e così rimase a cercare di raccogliere un esercito in Scozia.
La causa giacobita era ancora sostenuta da molti clan delle Highlands, sia cattolici che protestanti. Carlo Edoardo sperava in un caloroso benvenuto da questi clan per avviare una rivolta dei giacobiti attraverso tutta la Gran Bretagna. Carlo Edoardo sollevò il vessillo di suo padre a Glenfinnan e raccolse una forza sufficiente per permettergli di marciare su Edimburgo. La città, sotto il controllo del Lord Provost Archibald Stewart, si arrese velocemente. Mentre si trovava ad Edimburgo un ritratto di Carlo Edoardo fu dipinto dall'artista Allan Ramsay, che sopravvive nella collezione del Conte di Wemyss a Gosford House.

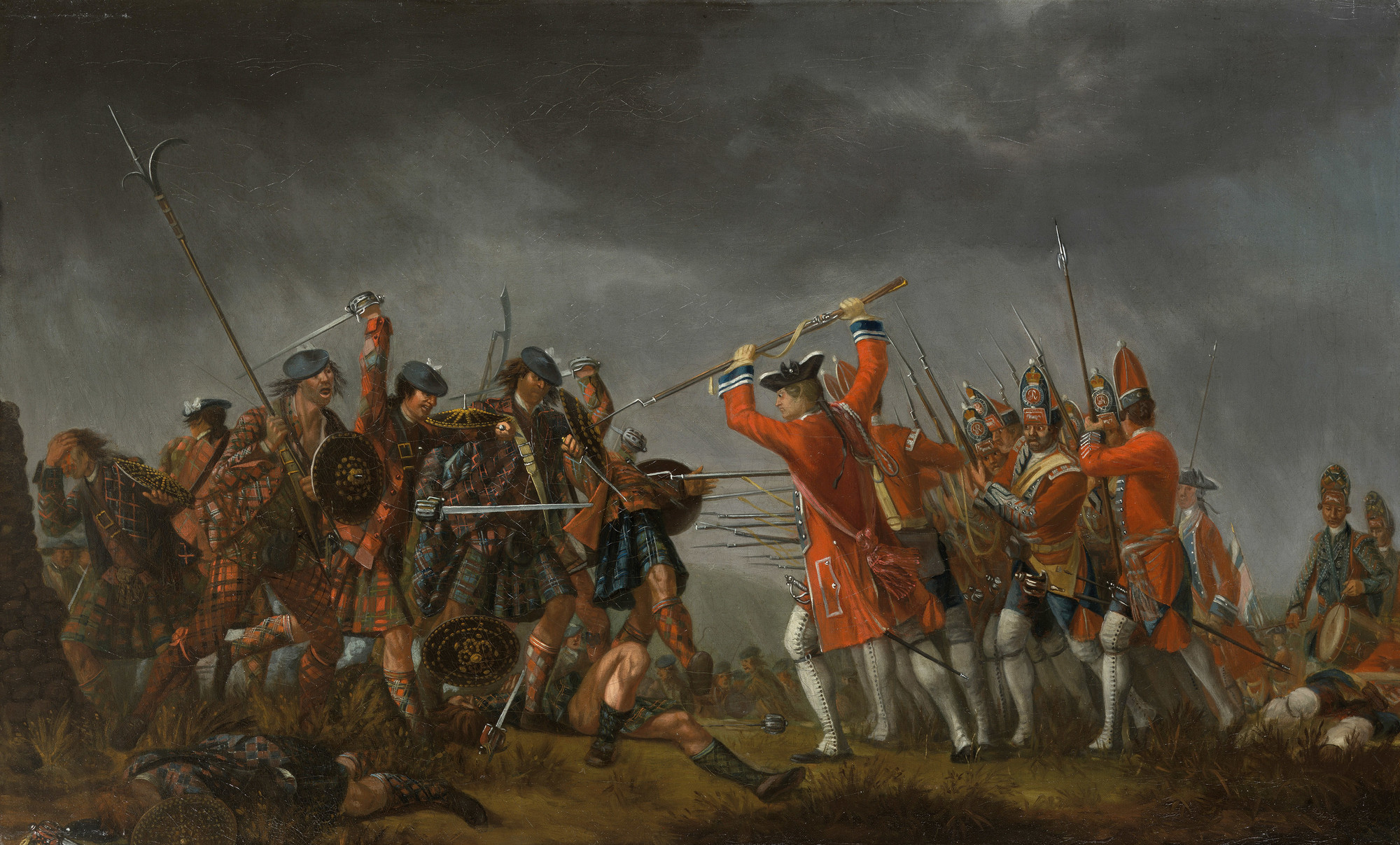
Battaglia di Culloden tra i giacobiti e le "Giubbe Rosse"

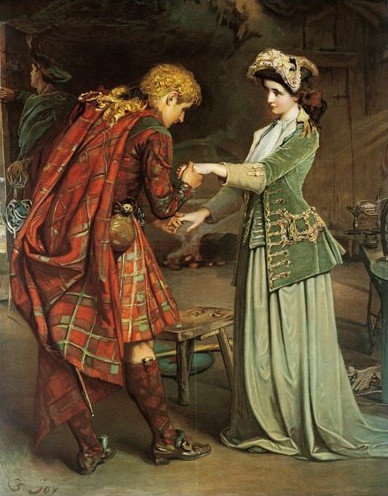
L'addio di Flora MacDonald al Bel Principe Carlo, dipinto di George William Joy

Il 21 settembre 1745, sconfisse l'unico esercito governativo in Scozia nella battaglia di Prestonpans. L'esercito governativo era guidato dal Generale Sir John Cope, e la loro difesa disastrosa contro i giacobiti è immortalata nella canzone Johnnie Cope. A novembre, Carlo Edoardo stava marciando verso sud alla testa di circa 6.000 uomini. Avendo preso Carlisle, l'esercito di Carlo Edoardo procedeva fino a Swarkestone Bridge nel Derbyshire. Qui, nonostante le obiezioni di Carlo Edoardo, la decisione fu presa dal suo consiglio per tornare in Scozia, a causa della mancanza di sostegno inglese e francese e di voci secondo cui si stavano raccogliendo numerose truppe governative. I giacobiti marciarono a nord ancora una volta, vincendo la battaglia di Falkirk Muir, ma in seguito furono inseguiti dal figlio di re Giorgio II, il Duca di Cumberland, che li catturò nella battaglia di Culloden il 16 aprile 1746.
Ignorando i consigli del suo miglior comandante, Lord George Murray, Carlo Edoardo scelse di combattere su un terreno paludoso, aperto e pianeggiante, dove le sue forze sarebbero state esposte alla potenza di fuoco superiore dei governativi. Carlo Edoardo comandava il suo esercito da una posizione dietro le sue linee, dove non poteva vedere cosa stava succedendo. Sperando che l'esercito di Cumberland attaccasse per primo, dispose i suoi uomini in piedi davanti all'artiglieria hannoveriana. Accortosi dell'errore, ordinò subito un attacco, ma il messaggero fu ucciso prima che l'ordine potesse essere recapitato.

### Ultimi anni

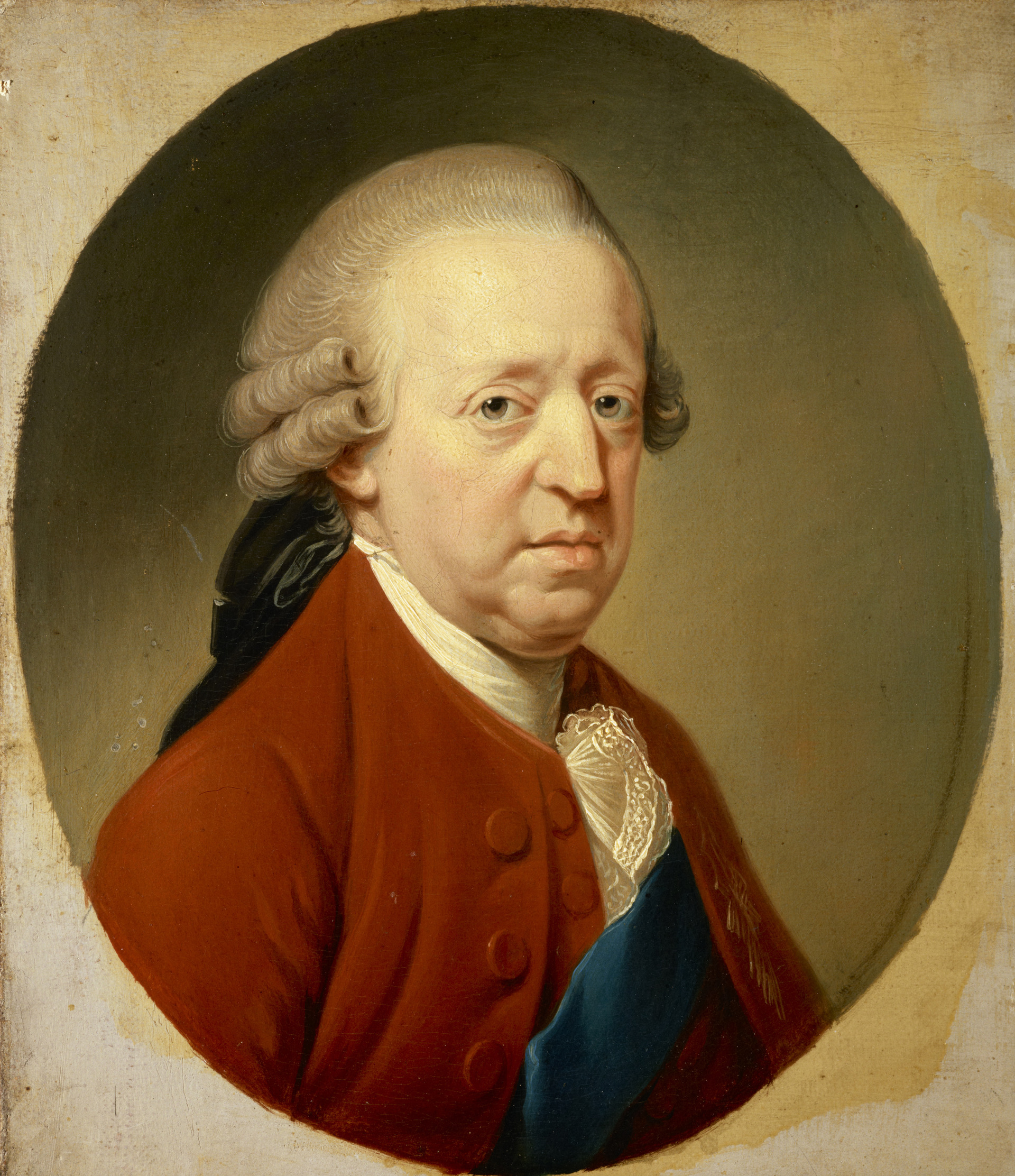
Carlo Edoardo in età matura

Mentre era nuovamente in Francia, Carlo Edoardo ebbe numerose relazioni sentimentali; una con sua cugina Marie Louise de La Tour d'Auvergne, moglie di Jules, principe di Guéméné, dalla quale nacque un figlio, Charles (1748–1749) dalla vita breve. Nel 1748 Carlo Edoardo fu espulso dalla Francia secondo i termini del trattato di Aquisgrana che portò alla fine della guerra tra Gran Bretagna e Francia.

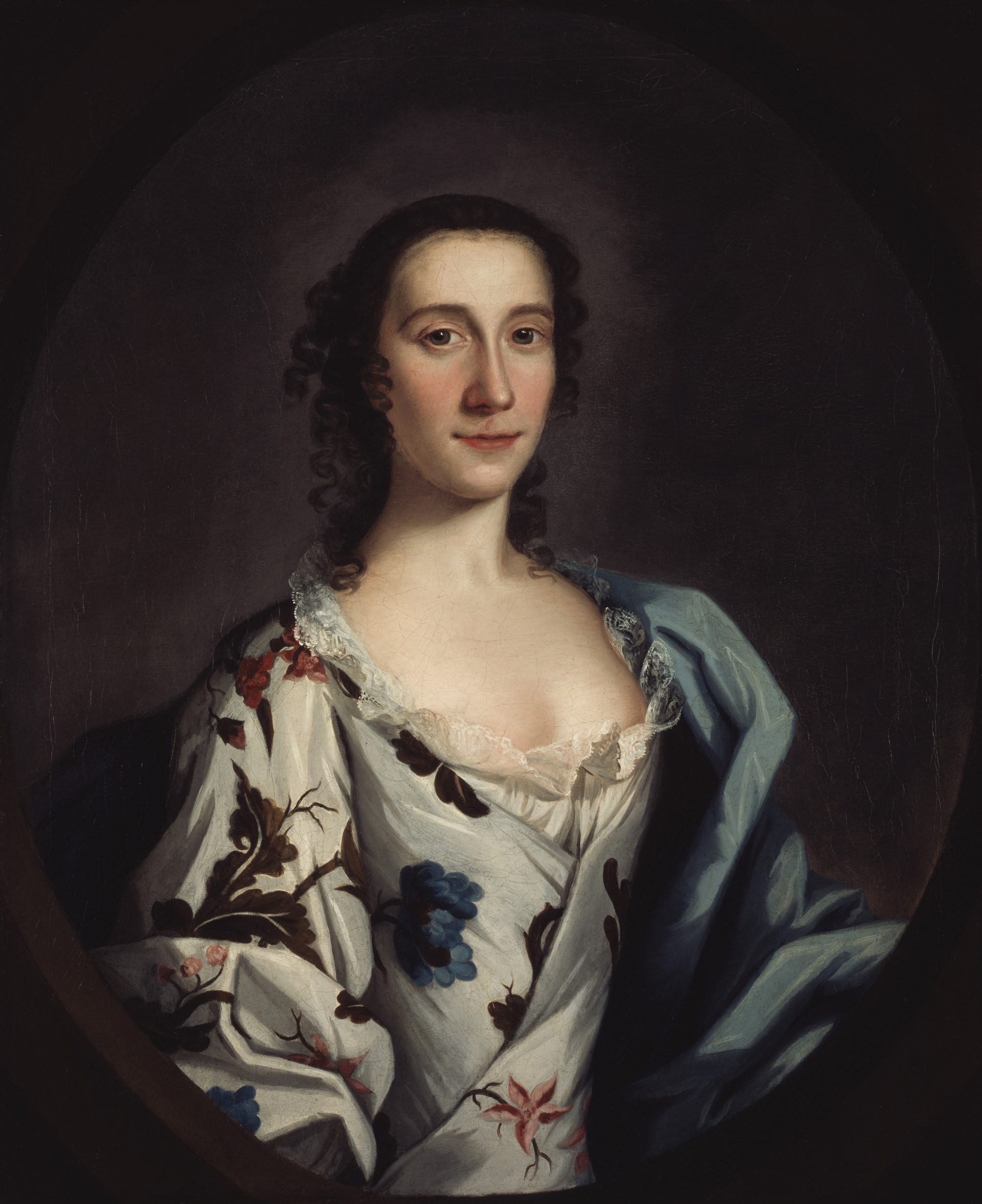
Clementina Walkinshaw, amante di Carlo Edoardo dal 1752 fino al 1760, e madre di sua figlia Charlotte Stuart, duchessa di Albany

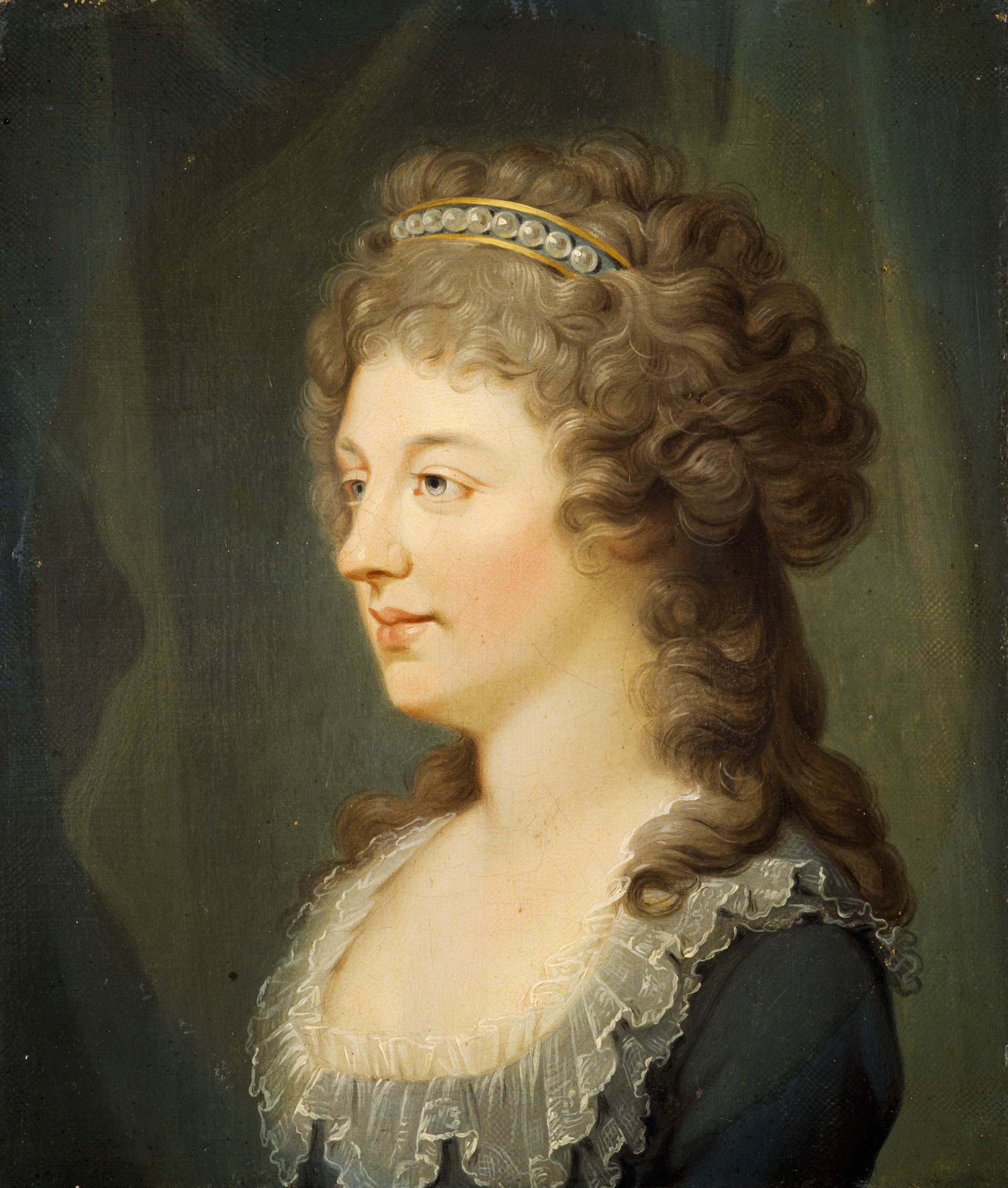
Charlotte Stuart, la figlia che Carlo Edoardo ha avuto da Clementina Walkinshaw. Ritratto di Hugh Douglas Hamilton, Scottish National Portrait Gallery

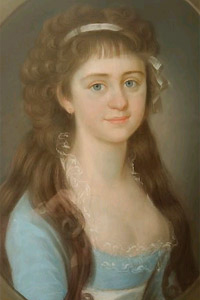
Marie-Victoire, "principessa de Rohan", la nipote segreta di Carlo Edoardo, figlia maggiore di Charlotte Stuart

Carlo Edoardo visse diversi anni in esilio con la sua amante scozzese, Clementina Walkinshaw, che egli conobbe durante la ribellione del 1745. Nel 1753, la coppia ebbe una figlia, Charlotte. L'incapacità di Carlo Edoardo di far fronte al crollo della causa lo portò ad avere problemi con l'alcol, così madre e figlia lo abbandonarono con la connivenza di Giacomo. Charlotte avrebbe in seguito avuto un figlio da Ferdinand, un ecclesiastico membro della famiglia Rohan, chiamato Charles Edward Stuart, conte Roehenstart. Charlotte fu sospettata da molti dei sostenitori di Carlo Edoardo di essere una spia per conto del governo hannoveriano di Gran Bretagna.
Dopo la sua sconfitta, Carlo Edoardo fece sapere ai rimanenti sostenitori della causa giacobita in Inghilterra che, accettando l'impossibilità di recuperare le corone inglese e scozzese, rimanendo un cattolico romano, egli era disposto a impegnarsi a regnare da protestante..
Nel 1759, al culmine della Guerra dei sette anni, Carlo Edoardo fu convocato a Parigi per incontrare il ministro degli esteri francese, il Duca di Choiseul, ma non fece una buona impressione, risultando polemico e idealista nelle sue aspettative. Choiseul, che stava pianificando un'invasione su larga scala dell'Inghilterra coinvolgendo fino a 100.000 uomini ai quali sperava di aggiungere un certo numero di giacobiti guidati da Carlo, restò impressionato così negativamente da Carlo che rinunciò all'idea di ottenere l'aiuto dei giacobiti. L'invasione francese, che era l'ultima realistica occasione per Carlo di recuperare il trono inglese alla dinastia Stuart, fu definitivamente sventata dalle sconfitte navali di Quiberon Bay e Lagos.
Nel 1766, il padre di Carlo Edoardo morì. Papa Clemente XIII aveva riconosciuto Giacomo come re d'Inghilterra, Scozia, e Irlanda con il nome di "Giacomo III e VIII" ma non diede a Carlo lo stesso riconoscimento.

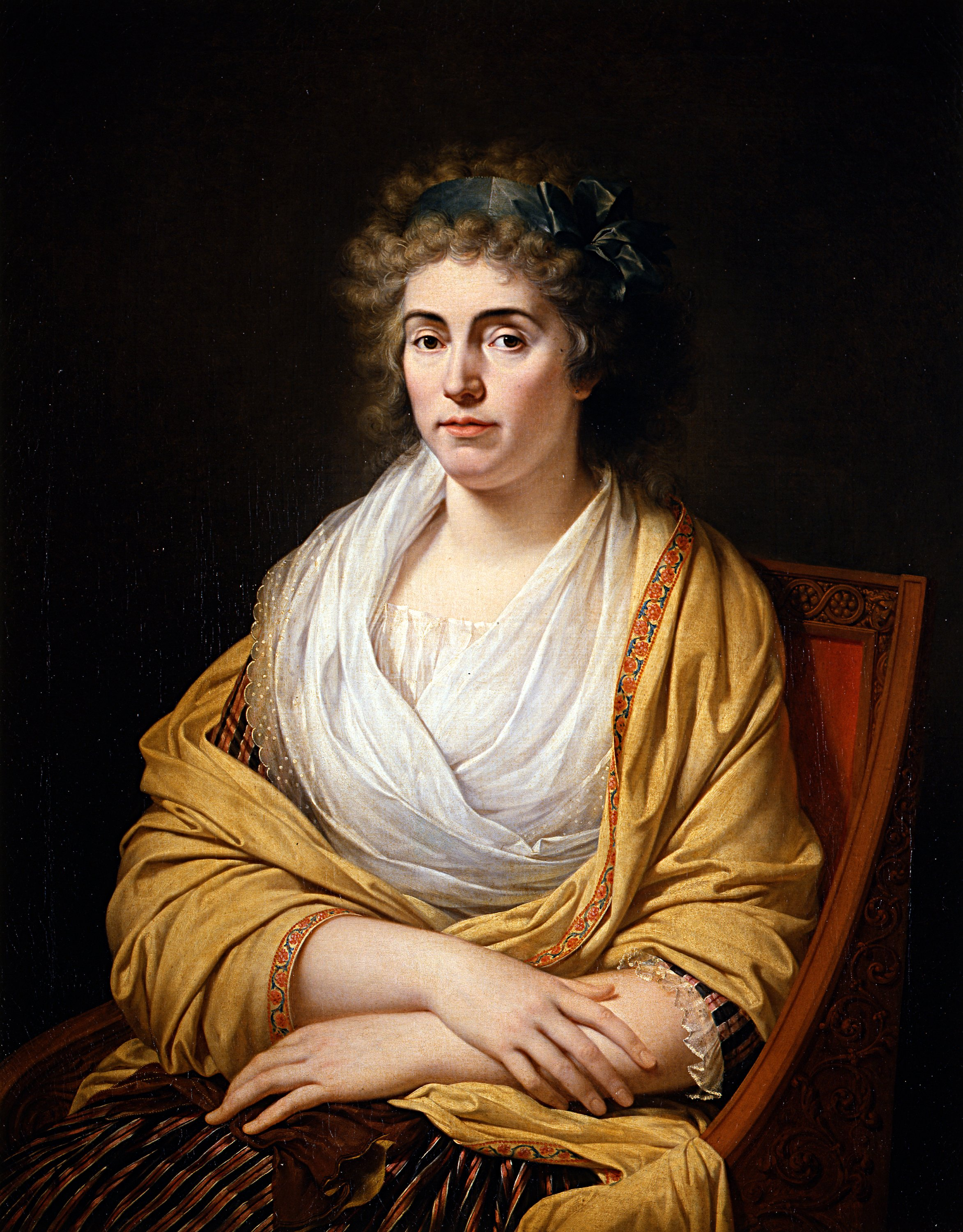
La moglie separata di Carlo Edoardo, Luisa di Stolberg-Gedern

Nel 1772 Carlo Edoardo sposò la principessa Luisa di Stolberg-Gedern. Vissero prima a Roma e nel 1774 si trasferirono a Firenze, dove nel 1777 acquistarono la residenza del palazzo di San Clemente, chiamata nelle sue memorie "palazzo del Pretendente". A Firenze cominciò ad utilizzare il titolo di "conte di Albany" come pseudonimo. Questo titolo è spesso utilizzato nelle pubblicazioni europee; sua moglie Louise è quasi sempre chiamata "contessa d'Albany".
Nel 1780, Louise lasciò Carlo Edoardo per Vittorio Alfieri, suo amante e in seguito convivente. Ella affermò che Carlo Edoardo aveva fisicamente abusato di lei; questa affermazione è stata generalmente creduta vera dai contemporanei, basandosi sul racconto dei domestici.
Nel 1783, Carlo Edoardo firmò un atto di legittimazione per la figlia Charlotte. Carlo Edoardo diede anche a Charlotte il titolo di "duchessa di Albany" fra i pari di Scozia e il trattamento di "altezza reale", ma questi onori non davano a Charlotte alcun diritto di successione al trono. Charlotte visse con il padre a Firenze e Roma per i successivi cinque anni.
Come suo padre, Carlo Edoardo fu membro della Massoneria, benché fin dal 1777 lo abbia negato, probabilmente sotto pressione della Chiesa cattolica.

### Morte e sepoltura

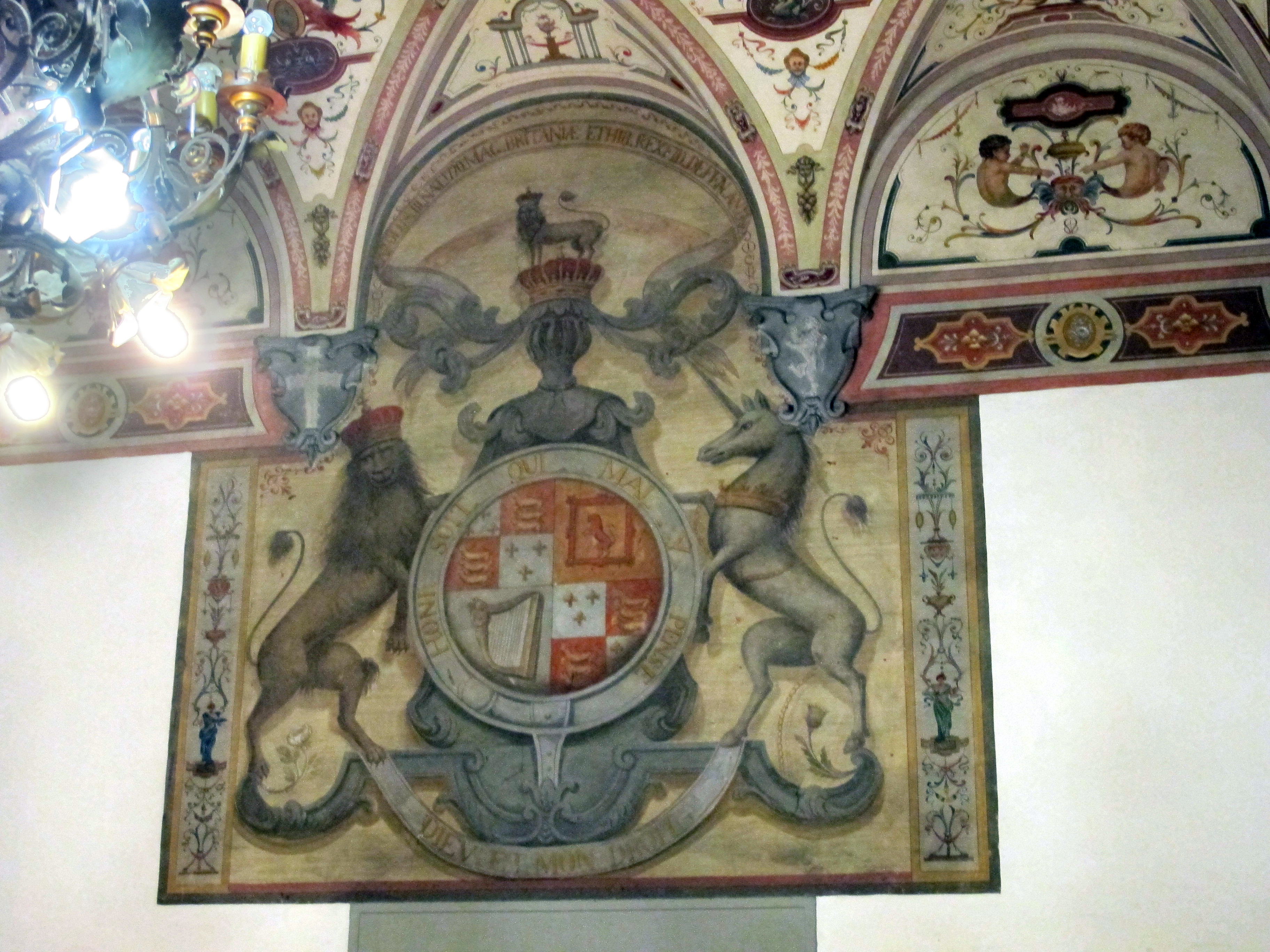
Stemma del Giovane Pretendente (Stemma dell'Inghilterra) a Palazzo di San Clemente, Firenze

Carlo Edoardo morì a Roma il 31 gennaio 1788, all'età di 68 anni, a causa di un ictus. Fu sepolto prima nella Cattedrale di San Pietro a Frascati, dove suo fratello Enrico Benedetto Stuart era vescovo. Alla morte di Enrico nel 1807, i resti di Carlo Edoardo (eccetto il suo cuore) furono trasferiti nelle Grotte Vaticane dove furono sepolti accanto a quelle di suo fratello, suo padre e sua madre. Il cuore è rimasto nella cattedrale di Frascati, dove è contenuto in una piccola urna sotto il pavimento su cui poggia un monumento.

### Fine del sostegno papale
Dopo la morte di Giacomo, i papi succedutisi sul Soglio di Pietro si rifiutarono sempre più di continuare a riconoscere come legittime le pretese di Carlo e degli Stuart sui trono inglese ed irlandese; il 14 gennaio 1766, alla fine, Carlo Edoardo venne costretto ad accettare il fatto che il Papa di fatto cercava rapporti diplomatici con la dinastia degli Hannover riconoscendola così come legittima sovrana in Gran Bretagna ed in Irlanda (anche per la presenza di molti cattolici in Irlanda ma anche nel Canada francofono, annesso nel 1763, dove vennero confermati i diritti dei Cattolici): questa decisione portò ad un graduale rilassamento e ad una sostanziale riforma delle Penal Laws anticattoliche in Gran Bretagna ed in Irlanda (ma ancora negli anni Ottanta il vicario apostolico di Londra James Talbot venne perseguito penalmente per aver celebrato pubblicamente la Messa). Carlo Edoardo, deluso da tale decisione viaggiò spesso, lasciando Roma nel 1774. Nel 1792, il papato si riferì al sovrano regnante Giorgio III come "re di Gran Bretagna e Irlanda", fatto che sollevò le proteste del figlio minore di Giacomo, Enrico Benedetto, ultimo pretendente al trono della casata.

## Citazioni letterarie
La lunga residenza italiana fu caratterizzata da una certa rilevanza sociale, se non politica, tanto da essere ricordato in almeno tre testi fondamentali di quel tardo XVIII secolo:
- Del principe fra il 1777 e il 79 parla l'Alfieri nella celebre 'Vita scritta da esso', ove lo descrive come un irragionevole e sempre ubriaco padrone[18], ovvero querulo, sragionevole e sempre ebro marito[19], ma anche gli agi di cui abondava[20] e sposo sempre presente..., o al più standosi egli di continuo nella camera contigua[19]. Giudizi, questi, che scontavano la concorrenza dell'Alfieri per la bella contessa di Albany. Alfieri lo descrive come un violento "ubriaco padrone", da cui lei non poteva che fuggire per salvarsi la vita.[21] D'altro canto si guadagnò poi l'odio degli Stuart, in particolare di Enrico Benedetto Stuart e di Charlotte[22]
- Ancora il Goethe nella sua ricca descrizione del carnevale romano del 1788, alla fine del suo 'Viaggio in Italia', ove ricorda come la grande Via del Corso fosse divisa in due corsie, una per senso di marcia, salvo un particolare privilegio: 'gli ambasciatori hanno il diritto di andare su e giù tra le due file; lo stesso privilegio era concesso al Pretendente, che dimorava a Roma sotto il nome di Duca di Albania[23]. Poco oltre, preda della Schadenfreude ricorda come, nel corso del Carnevale, il Principe si avvalesse del privilegio ogni giorno, con gran disagio del pubblico, per richiamare alla mente dell'antica Sovrana dei re, in quel periodo di marscherata universale, la commedia carnevalesca delle sue pretese regali[24].
- Voltaire lo rappresenta fantasiosamente intento a cena con altri cinque re detronizzati durante il carnevale di Venezia, nel Candido (1759); qui il principe si presenta come Carlo Edoardo, re d'Inghilterra. Carlo fa riferimento all'uccisione di quasi tutti i 1000 feriti scozzesi giacobiti a Culloden da parte degli inglesi nemici (si tratta di una critica del filosofo francese alla ferocia dimostrata contro i prigionieri da Guglielmo di Cumberland, soprannominato dagli scozzesi "Billy il macellaio").

(Voltaire, Candido o l'ottimismo, capitolo XXV, "D'una cena che Candido e Martino fecero con sei forestieri, e chi erano")

## Ascendenza
|                               |                         |                                       | Genitori                                  |  |  | Nonni |  |  | Bisnonni              |  |  | Trisnonni               |  |
|                               |                         |                                       |                                           |  |  |       |  |  | Carlo I d'Inghilterra |  |  | Giacomo I d'Inghilterra |  |
|                               |                         |                                       |                                           |  |  |       |  |  | Carlo I d'Inghilterra |  |  | Giacomo I d'Inghilterra |  |
|                               |                         | Anna di Danimarca                     |                                           |  |  |       |  |  | Carlo I d'Inghilterra |  |  |                         |  |
| Giacomo II d'Inghilterra      |                         |                                       |                                           |  |  |       |  |  | Carlo I d'Inghilterra |  |  |                         |  |
|                               |                         | Enrichetta Maria di Francia           | Enrico IV di Francia                      |  |  |       |  |  |                       |  |  |                         |  |
|                               |                         | Enrichetta Maria di Francia           | Enrico IV di Francia                      |  |  |       |  |  |                       |  |  |                         |  |
|                               |                         | Enrichetta Maria di Francia           | Maria de' Medici                          |  |  |       |  |  |                       |  |  |                         |  |
| Giacomo Stuart                |                         | Enrichetta Maria di Francia           |                                           |  |  |       |  |  |                       |  |  |                         |  |
|                               |                         | Alfonso IV d'Este                     | Francesco I d'Este                        |  |  |       |  |  |                       |  |  |                         |  |
|                               |                         | Alfonso IV d'Este                     | Francesco I d'Este                        |  |  |       |  |  |                       |  |  |                         |  |
|                               |                         | Alfonso IV d'Este                     | Maria Farnese                             |  |  |       |  |  |                       |  |  |                         |  |
| Maria Beatrice d'Este         |                         | Alfonso IV d'Este                     |                                           |  |  |       |  |  |                       |  |  |                         |  |
|                               |                         | Laura Martinozzi                      | Girolamo Martinozzi                       |  |  |       |  |  |                       |  |  |                         |  |
|                               |                         | Laura Martinozzi                      | Girolamo Martinozzi                       |  |  |       |  |  |                       |  |  |                         |  |
|                               |                         | Laura Martinozzi                      | Laura Margherita Mazzarino                |  |  |       |  |  |                       |  |  |                         |  |
| Carlo Edoardo Stuart          |                         | Laura Martinozzi                      |                                           |  |  |       |  |  |                       |  |  |                         |  |
|                               | Giovanni III di Polonia | Jakub Sobieski                        |                                           |  |  |       |  |  |                       |  |  |                         |  |
|                               | Giovanni III di Polonia | Jakub Sobieski                        |                                           |  |  |       |  |  |                       |  |  |                         |  |
|                               | Giovanni III di Polonia | Zofia Teofillia Daniłowicz            |                                           |  |  |       |  |  |                       |  |  |                         |  |
| Giacomo Luigi Sobieski        | Giovanni III di Polonia |                                       |                                           |  |  |       |  |  |                       |  |  |                         |  |
|                               |                         | Maria Casimira de la Grange d'Arquien | Henri Albert de La Grange d'Arquien       |  |  |       |  |  |                       |  |  |                         |  |
|                               |                         | Maria Casimira de la Grange d'Arquien | Henri Albert de La Grange d'Arquien       |  |  |       |  |  |                       |  |  |                         |  |
|                               |                         | Maria Casimira de la Grange d'Arquien | Françoise de La Châtre                    |  |  |       |  |  |                       |  |  |                         |  |
| Maria Clementina Sobieska     |                         | Maria Casimira de la Grange d'Arquien |                                           |  |  |       |  |  |                       |  |  |                         |  |
|                               |                         | Filippo Guglielmo del Palatinato      | Volfango Guglielmo del Palatinato-Neuburg |  |  |       |  |  |                       |  |  |                         |  |
|                               |                         | Filippo Guglielmo del Palatinato      | Volfango Guglielmo del Palatinato-Neuburg |  |  |       |  |  |                       |  |  |                         |  |
|                               |                         | Filippo Guglielmo del Palatinato      | Maddalena di Baviera                      |  |  |       |  |  |                       |  |  |                         |  |
| Edvige del Palatinato-Neuburg |                         | Filippo Guglielmo del Palatinato      |                                           |  |  |       |  |  |                       |  |  |                         |  |
|                               |                         | Elisabetta Amalia d'Assia-Darmstadt   | Giorgio II d'Assia-Darmstadt              |  |  |       |  |  |                       |  |  |                         |  |
|                               |                         | Elisabetta Amalia d'Assia-Darmstadt   | Giorgio II d'Assia-Darmstadt              |  |  |       |  |  |                       |  |  |                         |  |
|                               |                         | Elisabetta Amalia d'Assia-Darmstadt   | Sofia Eleonora di Sassonia                |  |  |       |  |  |                       |  |  |                         |  |
|                               |                         | Elisabetta Amalia d'Assia-Darmstadt   |                                           |  |  |       |  |  |                       |  |  |                         |  |